# شعر ملاحم هندية
الشعر الهندي الملحمي، وهو مجموعة قصائد ملحمية كُتبت في شبه القارة الهندية، ويُدعى بـِ«كافيا (काव्य)» باللغة السنسكريتية. كُتبت الرامايانا والمهابهاراتا باللغة السنسكريتتية بالأصل، ثم تُرجمت لاحقاً إلى اللغات الهندية الأُخرى، وتُعتبر الرامايانا والمهابهاراتا من أقدم القصائد الملحمية الموجودة في التاريخ.
يضم الشعر الملحمي الهندي مدارس عديدة، أهمها:
- الملاحم السنسكريتية
- الملاحم الهندية
- الملاحم الكنادية
- الملاحم التاميلية

## الملاحم السنسكريتية
تُلقب الملاحم السنسكريتية (الرامايانا والمهابهاراتا) بألقاب عديدة منها أيتيهاسا Itihāsa (وتعني «التاريخ») أوماهاكافيا Mahākāvya (وتعني «المؤلفات العظيمة»)، وهي تدل على قصائد كُتبت لتشكل شريعة النصوص الهندوسية. وقد أُعتبرت هذه الملاحم من أكثر الأعمال الأدبية الهندوسية تفضيلاً حتى وقت قريب جداً.
إن تأليه الأبطال هو جانب أساسي في الثقافة الهندية، وبالتالي صَلحت هذه القصائد بسهولة لتكون تراثاً أدبياً وثقافياً بسبب غِناها بالمحتوى والأشخاص البطولية.
أيضاً ساهمت البوراناس في هذا التكوين، فهي مجموعة تاريخية هائلة من الحكايات الرمزية للآلهة والآلهات الهندوسية. ذُكرت البوراناس والأيتيهاسا في الأتهارفافيدا (الجزء الرابع من الفيدا).
وُصفت اللغة المُستعملة في هذه النصوص بالـ «اللغة السنسكريتية الملحمية»، وهي تُشكل المرحلة الأولى من السنسكريتية الكلاسيكية، والتي تختلف عن اللغة المُستعملة في المراحل اللاحقة في الفيدا والتي تُلقب بالسنسكريتية الفيدية الموجودة في شروتا سوترا.
كتب الكاتب المسرحي والشاعر كاليداسا ملحمتين شعريتين، هُما: الراغوفامسا (سُلالة راغو) وكوماراسامبهافا (ولادة كومار كارتيكيا)، على الرغم من أنهما كانتا مكتوبتان في وقت لاحق بالسنسكريتية الكلاسيكية بدلاً من السنسكريتية الملحمية. ومن الأعمال الملحمية الأُخرى في السنسكريتية: سيشبالافادا (ذبح سيشبالا) لـِ«ماغا»، كيراتارجونايا (أرجون ورجُل الجبل) لـِ«بهارافي»، نايشاداساريتا (مُغامرات أمير ناشادا) لـِ«سريهارسا» وبهاتيكافا (قصيدة بهاتي) لـِ«بهاتي».

## الملاحم الهندية
تُعتبر راماشاريتاماناس أول قصيدة ملحمية كُتبت باللغة الهندية للشاعر تولسيداس (1543-1623)، وهي قصيدة مبنية على الرامايانا. تُعتبر من أعظم القصائد الملحمية الهندية، والتي أظهرت براعة تولسيداس في استعمال الخصائص المُهمة المُكونة للملحمة الشعرية من حيث السرد والكلمات والجدلية. وقام بإعطاء راما (تجسيد الإله فشنو) شخصية إلهية، مُصوراً إياه كأبن، زوج، أخ، وملك مثالي.
في الأدب الهندي الحديث، بلغت كاماياني لـِ«جايشانكار بارساد» مستوى القصائد الملحمية. حيث بُنيت قصة كاماياني على القصة المشهورة لـِ"الفيضان العظيم"، المذكورة في ساتاباتا براهمانا. وتدور هذه القصيدة حول مانو (ذكر) وشرادها (أُنثى)، حيث يُمثل «مانو» النفس البشرية، وتُمثل «شرادها» الحُب. وهُنالك شخصية أنثوية أخرى تُدعى بـِ«إيدا» والتي تُمثل العقلانية. بعض النقاد خلصوا إلى أن الشخصيات الرئيسية الثلاثة من كاماياني ترمز إلى المعرفة والعمل والرغبات في حياة الإنسان.
من القصائد الملحمية أيضاً في عصر الأدب الهندي الحديث، قصائد «رامداري سينغ دينكار»:
- كوروكشيترا (1946)
- راشميراتي (1952)
- أورفاشي (1961)